# 高空作业车
高空作业车是指移动式升降工作平台。

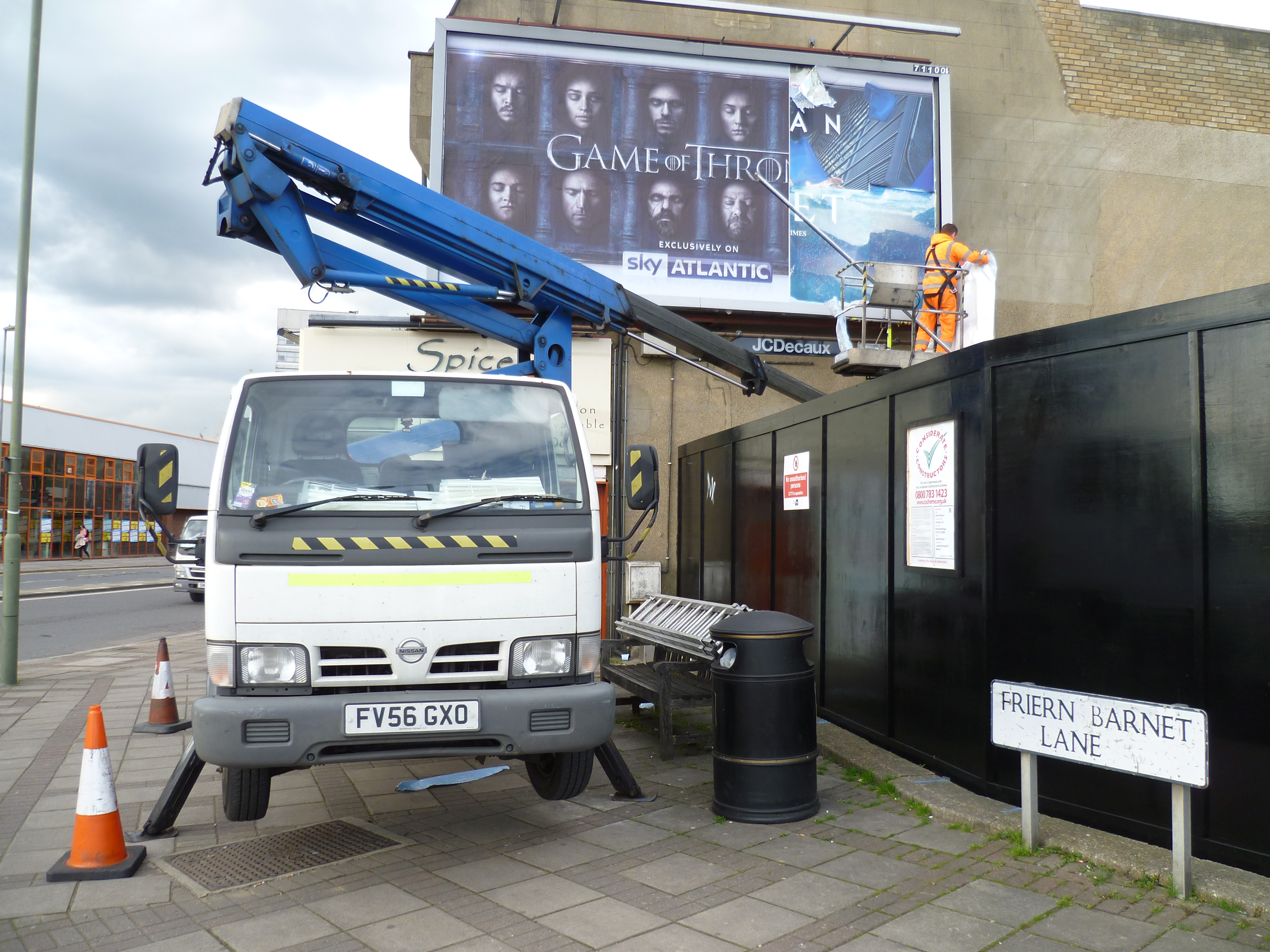
正在替换户外广告的高空作业车

通常用于临时地、灵活地维修、建筑作业、消防疏散等目的，这与永久性地设备如电梯相区别。工作负载比较小，通常不大于1吨，这与起重机相区别。桥下检修用到的工作面低于作业平台车所处的路面。

### 折叠臂式作业平台

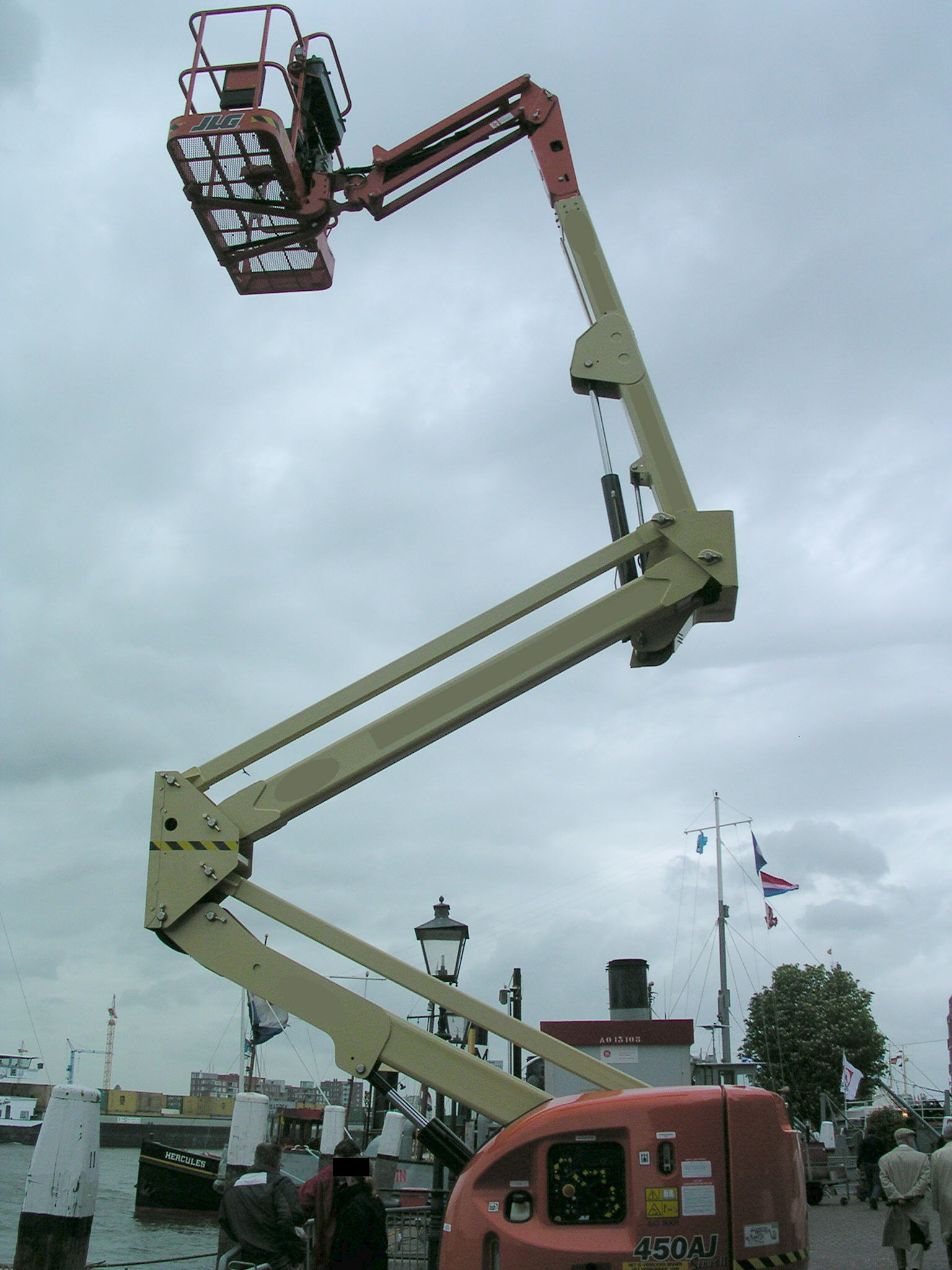
关节式作业平台

### 垂直升降式

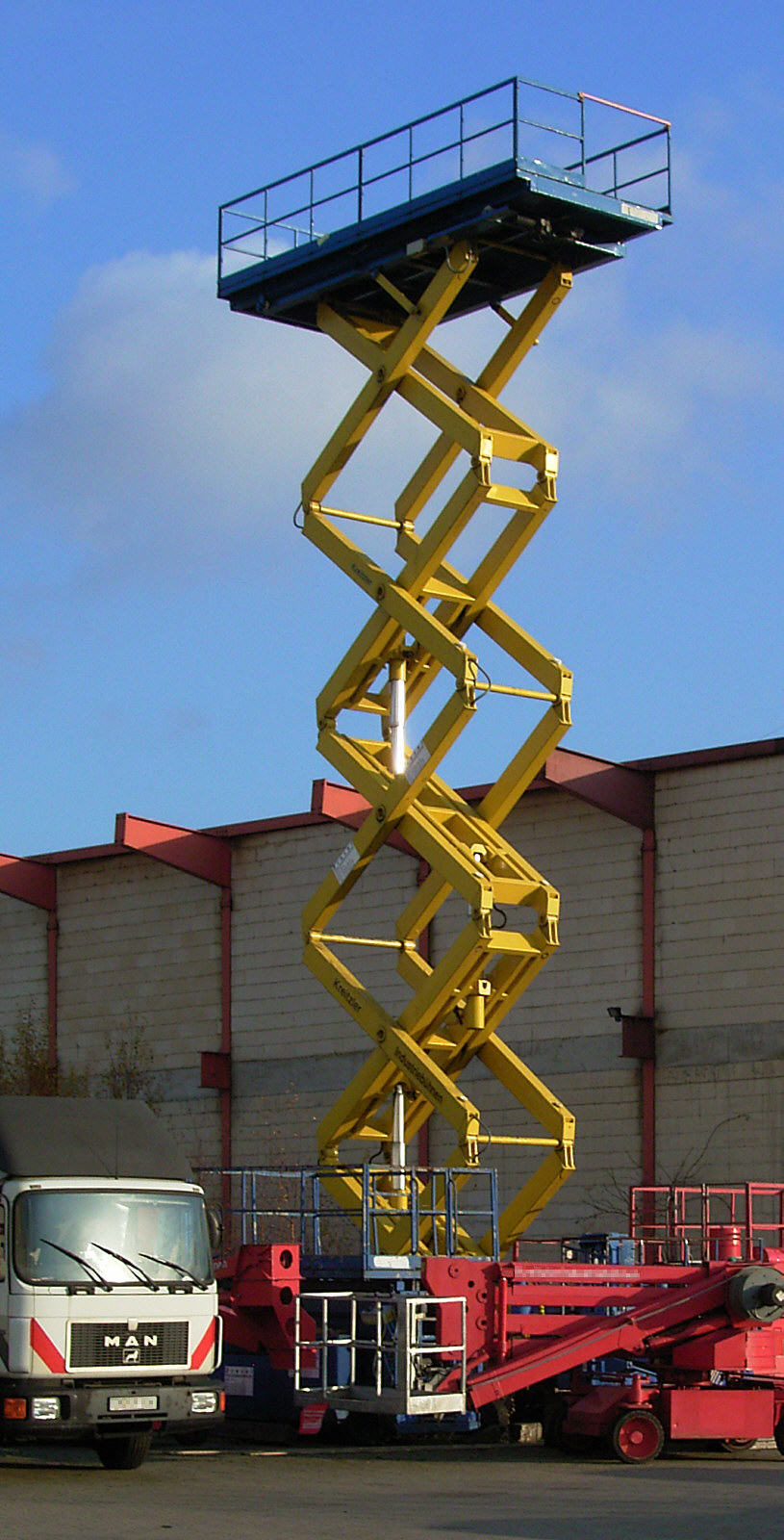
剪刀式作业平台

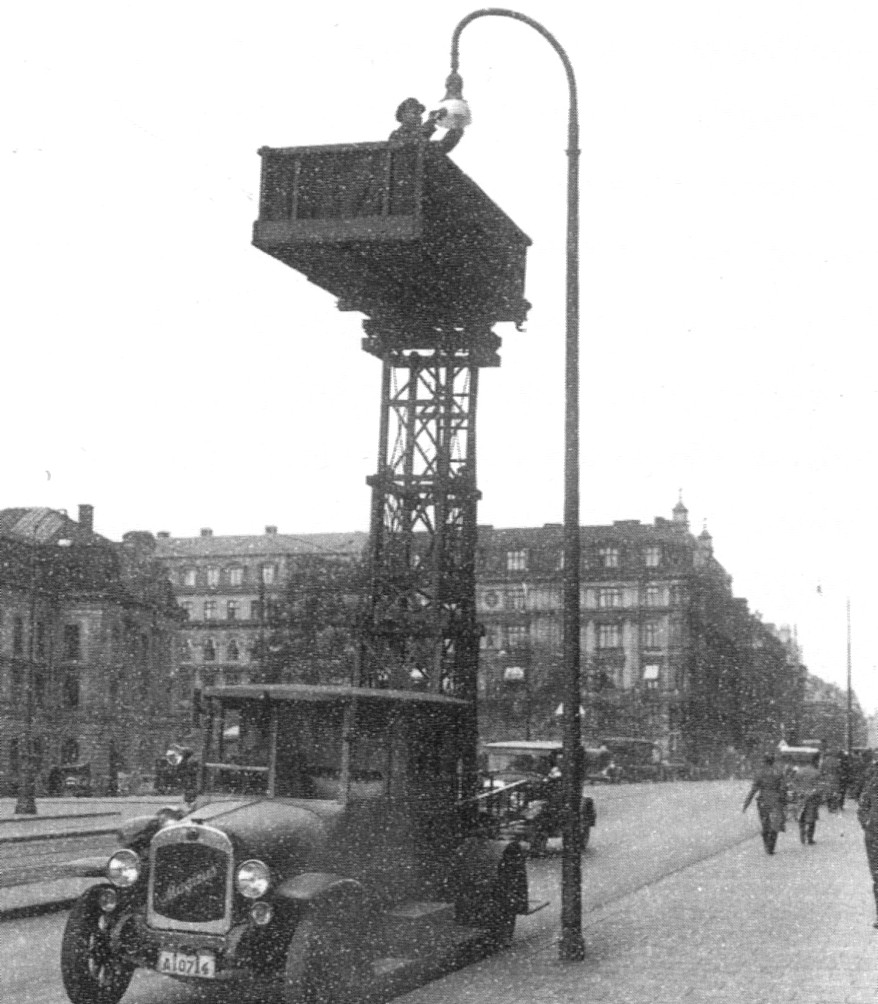
二十世纪二十年代瑞典处理路灯。